# Lutherkirche (Essen)

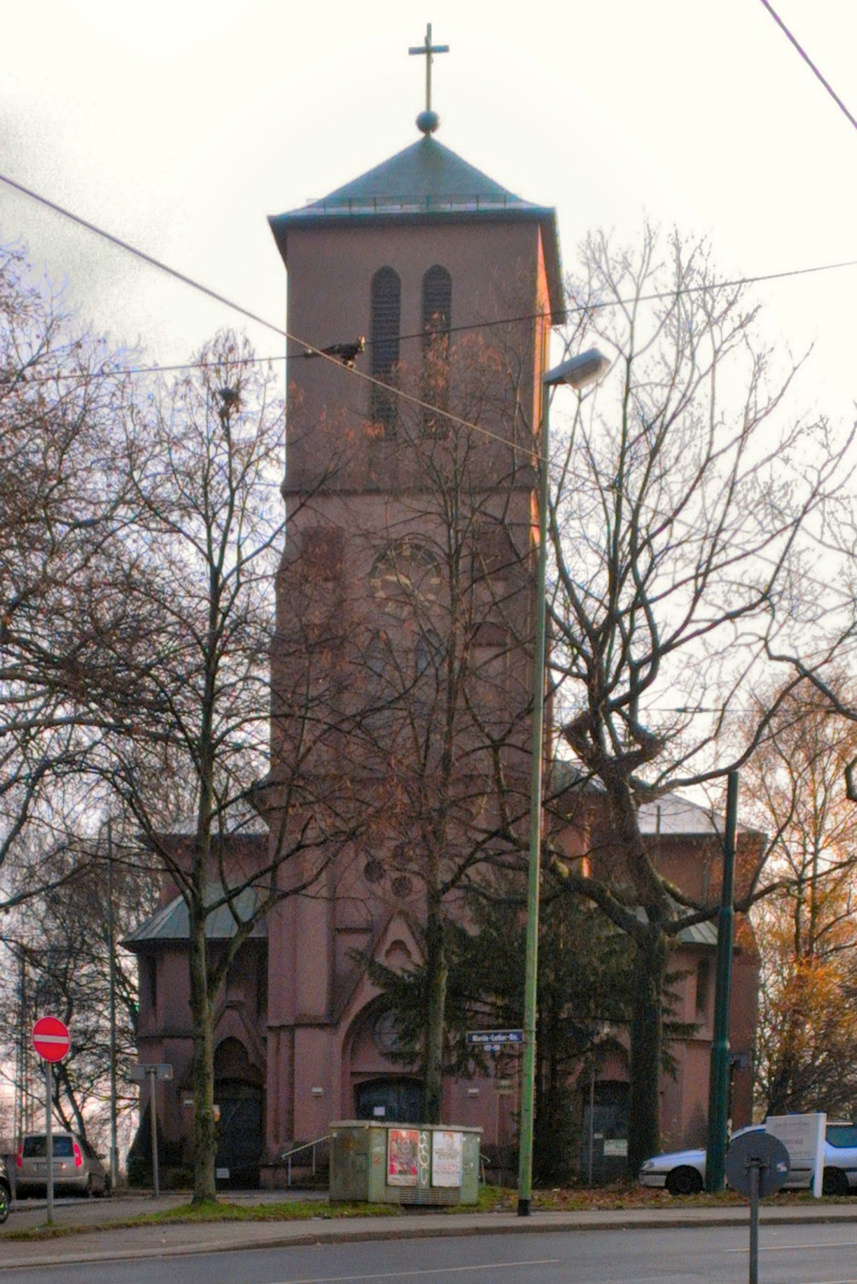
Lutherkirche, Ansicht von Westen, 2012

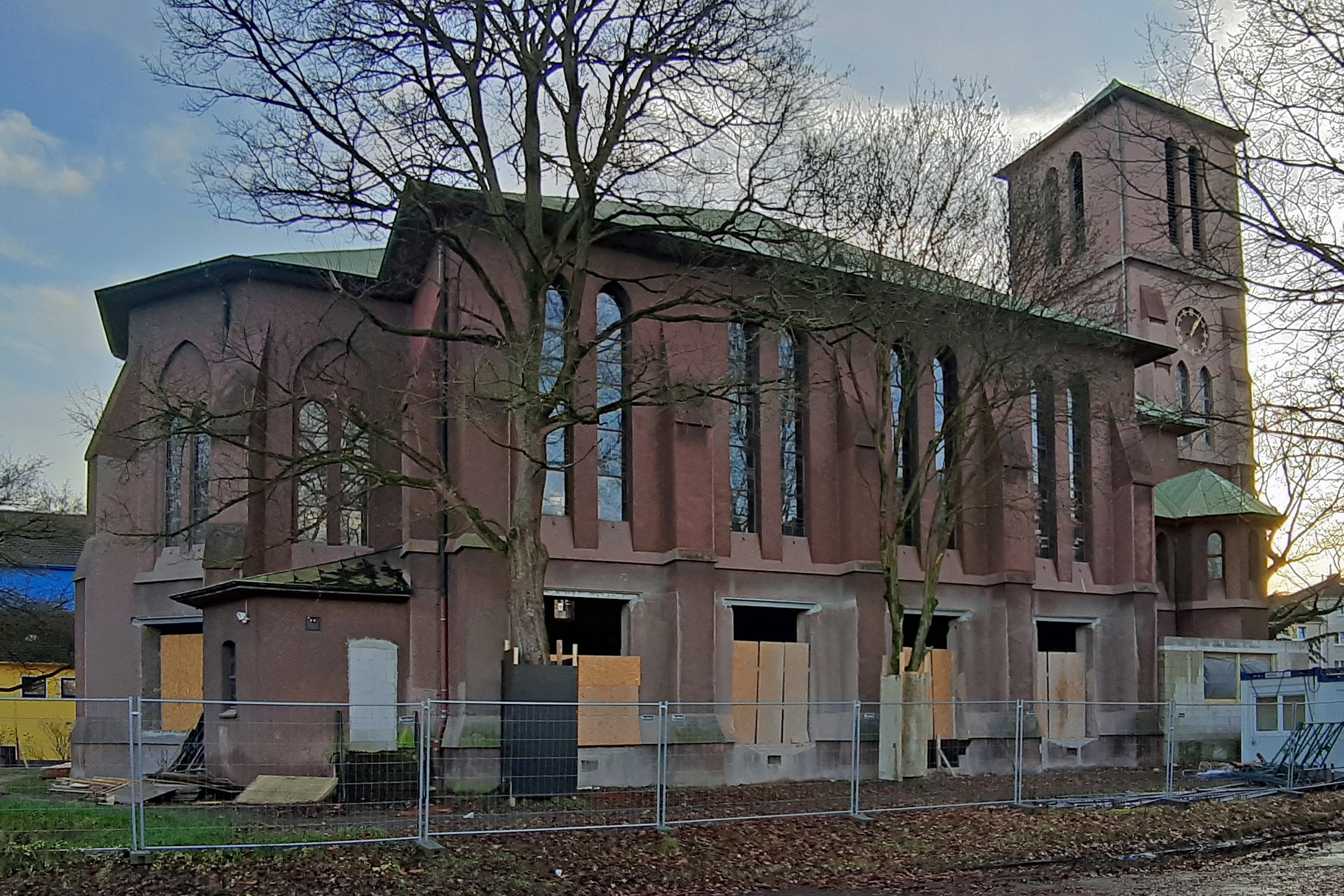
Im Umbau, 2019

Die Lutherkirche im Essener Stadtteil Frohnhausen ist das älteste Kirchengebäude im Essener Westen. Seit 2020 ist es zu einem Mehrgenerationenhaus umgenutzt.

## Geschichte

### Erster Kirchbau
Zur Zeit der Industrialisierung gegen Ende des 19. Jahrhunderts benötigte der Inhaber Friedrich Krupp AG, Alfred Krupp, für seine Arbeiter, die unter anderem in den angrenzenden Arbeitersiedlungen Schederhof und Kronenberg lebten, eine evangelische Kirche. Sie sollte genau zwischen diesen Kruppkolonien stehen und war mit Kronenberg durch einen beschrankten Bahnübergang am damaligen Bahnhof Altendorf Essen-Süd, dem Vorgänger des heutigen Bahnhofs Essen West, verbunden. Als Arbeiterkirche wurde die Lutherkirche für die vielen Fremden errichtet, die beispielsweise aus Hessen und Ostpreußen kamen. Denn diese Menschen fanden im damals aufstrebenden Ruhrgebiet, besonders in den vielen großen und kleinen Zechen und in der damaligen Krupp-Gussstahlfabrik im heutigen Westviertel Arbeit. Damals lag die Lutherkirche inmitten der 1874 gegründeten Bürgermeisterei Altendorf, zu der die Orte Altendorf, Frohnhausen und Holsterhausen zählten. Sie galt mit etwa 66.000 Einwohnern als größte preußische Landgemeinde und wurde 1901 zur Stadt Essen eingemeindet. 
Die Lutherkirche wurde nach Plänen des Architekten August Hartel getreu dem Eisenacher Regulativ errichtet. Alfred Krupp, selbst evangelisch, in dessen Werken etwa drei Viertel der Gemeindemitglieder arbeiteten, stellte 1879 den Bauplatz, Baumaterial und 15.000 Mark in einem Hilfsfonds für den Bau der Lutherkirche zur Verfügung. Die feierliche Grundsteinlegung fand am 24. Juli 1881 statt. In den Grundstein wurden neben der Gründungsurkunde mehrere Zeitungsexemplare und mehrere Geldmünzen gelegt. In der Gründungsurkunde ist unter anderem erwähnt, dass der Kirchbau etwa 105.000 Mark erfordert, von denen noch 50.000 Mark fehlen. Der Gustav-Adolph-Verein hatte bis dahin 24.000 Mark gespendet. Der Kirchbau wurde als Ziegelrohbau (d. h. unverputzt unter Verwendung von Formsteinen zu den Profilierungen) in gotischem Stil ausgeführt. Der Chor erhielt ein Kreuzrippengewölbe, wobei der Kirchsaal 1100 Gemeindegliedern Platz bot. Erstmals fanden im Essener Raum industriell gefertigte Stahlstützen für eine Kirche Verwendung, die hier ein englisches Holzgewölbe trugen. Am 3. Dezember 1882 fand die Kirchweihe mit rund 2500 Gottesdienstbesuchern statt.
Die drei Glocken der Lutherkirche besaßen jeweils die Inschrift der Nummer eines Bibelspruchs: Joh. 13, 35 – Röm. 12, 12 – Joh. 5, 4. Die entsprachen: Daran werden alle erkennen, daß ihr meine Jünger seid, wenn ihr Liebe zu einander habt. – Erfreut euch in Hoffnung, seid geduldig in Trübsal, beharrlich im Gebete. – Alles, was aus Gott geboren ist, überwinde die Welt; und das ist der Sieg, der die Welt überwindet, unser Glaube.
Im Februar 1883 wurde die Kirche zwecks Beleuchtung an das Gasnetz der benachbarten Arbeiterkolonie Kronenberg angeschlossen, indem die Gasleitungen unter der Strecke der Bergisch-Märkischen-Eisenbahn hindurch geführt wurden. 1885 erhielt die Kirche eine Orgel. Am 14. Februar 1893 folgte die Einweihung des separaten Gemeindehauses. 1903 wurde der Kirchbau auf Kosten der Firma Krupp um das nördlich angrenzende Lutherhaus ergänzt.

### Zur Zeit der beiden Weltkriege
Im Ersten Weltkrieg wurden die Bronze-Glocken und die zinnernen Orgelpfeifen als kriegswichtige Rohstoffe zugunsten der Rüstungsproduktion eingeschmolzen. Nach dem Krieg erhielt die Gemeinde wiederum die Unterstützung der Firma Krupp, um die Kriegsschäden beseitigen zu können.
In der Zeit des Nationalsozialismus erlebte die Kirche zwei Seiten, nämlich Pfarrer der regimetreuen Deutschen Christen und Pfarrer der Bekennenden Kirche, die in Opposition zum Nationalsozialismus standen. Im Zweiten Weltkrieg, am 3. April 1943, brannte die Kirche nach Bombentreffern vollständig aus, so dass nach Kriegsende nur noch die Außenmauern vorhanden waren. 

### Wiederaufbau
1957 begann die Beseitigung der Trümmer der zerstörten Lutherkirche. Im September 1958 konnte zunächst das Lutherhaus an der Kerckhoffstraße aus dem Jahr 1903 wieder eingeweiht werden. Zu diesem Zeitpunkt war auch das neue Glockengeschoss des Kirchturms bereits errichtet, darauf folgte innerhalb von vier Jahren das Kirchenschiff. Am 30. September 1962 wurde die wieder aufgebaute Lutherkirche eingeweiht. Dieser Neubau lehnt sich bewusst an den ursprünglichen Entwurf aus dem 19. Jahrhundert an, besaß aber nun keine Emporen mehr, erhielt eine flache Kassettendecke und Farbverglasungen der Künstlerin Ursula Hirsch. Zur Kirche gehörte das nördlich gelegene Lutherhaus als Gemeindehaus. Hier gab es im Obergeschoss einen großen Festsaal mit Bühne und angrenzender Küche. Von der Kerckhoffstraße erreichbar ist die Lutherkindertagesstätte.

### Kirchenschließung 2009
Am 6. September 2009 fand in der Lutherkirche der letzte evangelische Gottesdienst statt. Aus finanziellen Gründen wurde der Kirchbau nun nicht mehr für Gottesdienste genutzt. Seitdem fanden die Gottesdienste im benachbarten Luthergemeindehaus an der Kerckhoffstraße statt. Seit dessen Schließung mit letztem Gottesdienst am 1. Dezember 2013 müssen die Gemeindeglieder auf die Gottesdienste in der Apostelkirche und der Christuskirche ausweichen.

### Umbau zum Mehrgenerationenhaus
2018 kaufte die Wohnungsbaugenossenschaft Wohnbau eG das Kirchengebäude samt dem 2100 Quadratmeter großen Grundstück. Ab Mitte 2019 wurde das Kirchengebäude vollständig entkernt und dreigeschossig ausgebaut. Im Erdgeschoss zog eine Kindertagesstätte mit Spielplatz im ehemaligen Altarbereich ein, darüber entstanden 14 Wohnungen mit Balkon und Gemeinschaftsräume, die barrierefrei erreichbar sind. Die Umbaukosten beliefen sich auf rund 3,4 Millionen Euro. Die durch die Corona-Pandemie verzögerte offizielle Einweihung des neuen Hauses fand im Herbst 2022 statt.